# Обухов, Анатолий Матвеевич
Анатолий Матвеевич Обухов (26 мая 1935; Москва, РСФСР, СССР — 3 октября 1994; Москва, Россия) — советский и российский актёр театра и кино. Заслуженный артист РСФСР.

## Биография
Родился в Москве. Воспитывался в рабочей семье. С ранних лет хорошо рисовал, пел, играл на музыкальных инструментах.
После окончания средней общеобразовательной школы с 1954 по 1958 год учился в Плехановском институте, но бросил институт и решил связать свою жизнь с актёрским мастерством.
В 1964 году окончил учёбу в Театральном училище имени М.С. Щепкина (курс Михаила Ивановича Царёва), после чего стал актёром Малого театра.
С 1965 года — актёр Театра имени Н.В. Гоголя в Москве. В новогодние праздники выступал в роли Деда Мороза на детских утренниках.
Начал сниматься в кино сразу же как завершил обучение в училище. Был удостоен звания заслуженный артист РСФСР.
В 1994 году Обухов принял приглашение Николая Николаевича Губенко на роль в театре «Содружество актёров Таганки». Возвращаясь домой после очередной репетиции, актёр в метро почувствовал себя плохо, после чего потерял сознание. Обухов пролежал в метро на полу[каком?] около часа, пока его не узнали ехавшие мимо коллеги из театра. Они вызвали скорую помощь, но уже было поздно, актёр скончался в машине по дороге в больницу.
Похоронен Анатолий Обухов на Перовском кладбище города Москвы рядом с матерью и сестрой. На момент смерти актёру было 59 лет.

## Семья
Отец — Матвей Семёнович Обухов (1911—1941), работал парикмахером, пропал без вести в июле 1942 года Великой Отечественной войны.
Мать — Дарья Степановна Обухова (1915—1993), работала продавщицей в магазине, похоронена в Москве на Перовском кладбище рядом с сыном и дочерью.
Сестра — Нина Матвеевна Чистякова (1939—2022), похоронена в Москве на Перовском кладбище рядом с матерью и братом.
Никогда не был женат и не имел детей.
Анатолий Обухов занимался живописью, сочинял рассказы и эссе, в частности, свой рассказ «Цена хлеба» он посвятил трудным военным годам.

## Фильмография
- 1995 — Роковые яйца (Фёдор Михайлович)
- 1994 — Русское чудо (Толя)
- 1994 — Русский счёт (Конферансье)
- 1994 — Простодушный (трактирщик)
- 1993 — Уро.д (Мосгаз)
- 1993 — Русский бизнес (торгаш)
- 1993 — Пчёлка (тюремщик)
- 1993 — Пистолет с глушителем (Психбольной)
- 1993 — Наш пострел везде поспел | Nick Of Time, The (игрок за карточным столом)
- 1993 — Желание любви (повар)
- 1992 — Похитители воды (член правительственной комиссии)
- 1992 — Гонгофер
- 1992 — Воздушные пираты (киноактёр), нет в титрах
- 1991 — Убить скорпиона
- 1991 — Исчадье ада (пьяный в ресторане)
- 1991 — Глухомань (малыш)
- 1991 — Гениальная идея (сосед Саши по номеру гостиницы, который всё время спал)
- 1989 — Руанская дева по прозвищу Пышка (Фоланви, трактирщик)
- 1988—1993 — Фитиль (короткометражный); (1988 — Рискованный эксперимент, серия 311; 1993 — Кто коренней, серия 372)
- 1988 — Происшествие в Утиноозёрске (Максим Сергеевич, сотрудник института прокладных проблем)
- 1987 — Христиане (присяжный заседатель)
- 1987 — Где бы ни работать.. (безработный)
- 1986 — Россия | Peter Ustinov’s Russia (Обломов)
- 1986 — Певучая Россия (губернатор)
- 1986 — Верховный суд (фильм-спектакль); (Кмит, член Верховного суда)
- 1985 — Союзник пролетариата (фильм-спектакль); (урядник)
- 1983 — Безобразная Эльза (фильм-спектакль)
- 1982 — Старым казачьим способом (фильм-спектакль); (Рябенко)
- 1982 — 4:0 в пользу Танечки (человек с собачкой)
- 1980 — Если бы я был начальником… (рабочий, на приёме у Немоляева), нет в титрах
- 1980 — Вечерний лабиринт (жилец гостиницы Золотая нива, выходящий из закрывающего лифта)
- 1979 — Приключения Электроника (хоккейный комментатор), нет в титрах
- 1978 — Дуэнья (монах)
- 1977 — Побег из тюрьмы (Жандарм)
- 1976 — Цветы для Оли (Алексей Маркович, инженер лесхоза)
- 1976 — Трын-трава (завхоз), нет в титрах
- 1976 — Сказ про то, как царь Пётр арапа женил (Никишка Маслаков)
- 1976 — Приключения травки (певец-бас)
- 1976 — Пока арба не веревернулась (фильм-спектакль); (Иовел)
- 1976 — Легенда о Тиле (тюремщик)
- 1976 — Дни хирурга Мишкина (Соловьёв)
- 1976 — 12 стульев (Кирилл Яковлевич, 1-я серия), нет в титрах
- 1975 — Последняя жертва (петербургский гурман)
- 1975 — Не может быть! (обжора), 3-й фильм
- 1975 — Когда дрожит земля (Жора)
- 1974 — Рассказы о Кешке и его друзьях (дядя Толя)
- 1974 — Мой Жигулёнок (короткометражный), (грузчик), нет в титрах
- 1974 — Весёлый калейдоскоп (мужчина с пакетом), 3-я серия
- 1973 — Совсем пропащий (мясник)
- 1973 — Сибирский дед (партизан)
- 1973 — Золотое крыльцо
- 1972 — Зимородок (сотрудник ГАИ, лейтенант милиции)
- 1971 — Синее небо (Степан Зацепин, врач-офтальмолог)
- 1971 — Море нашей надежды (участник совещания), нет в титрах
- 1971 — Весенняя сказка (Бермята)
- 1971 — Борис Годунов (фильм-спектакль); (боярин), нет в титрах
- 1970 — Шаг с крыши (Де Гик)
- 1970 — Расплата (Степан, аккордеонист из станицы Михаила Платова)
- 1970 — Нечаянная любовь (Миша, друг Веньки)
- 1970 — Дни коммуны (фильм-спектакль); (папаша)
- 1970 — Верхом на дельфине (фильм-спектакль); (наладчик), нет в титрах
- 1969 — Не потеряйте Знамя (короткометражный); (повар)
- 1968 — Семь стариков и одна девушка (Гриша)
- 1968 — Начало жизни (фильм-спектакль)
- 1967 — Таинственная стена (кок), нет в титрах
- 1967 — Николай Бауман (городовой)
- 1967 — Дубравка (болельщик)
- 1967 — Анютина дорога (Василь, главарь бандитов, атаман)
- 1966—1969 — Андрей Рублёв (Алексей, монах)
- 1966 — Скверный анекдот (ветеринар)
- 1965 — Лебедев против Лебедева (коллега Лебедева, сотрудник НИИ), нет в титрах
- 1965 — Год как жизнь
- 1964 — Товарищ Арсений (Тимоха)
- 1964 — Зелёный огонёк (сотрудник салона для новобрачных), нет в титрах
- 1964 — Женитьба Бальзаминова (писарь-монах из царской свиты), нет в титрах
- 1964 — Всё для вас (Петрусь Гребешков)

## Издательства
- Федор Раззаков. Жизнь замечательных времен: шестидесятые. 1968. Том III. — Litres, 2023-07-17. — 624 с. — ISBN 978-5-04-562629-3.
- Федор Раззаков. Память, согревающая сердца. — Litres, 2010-10-04. — 775 с. — ISBN 978-5-4250-2615-6.
- Федор Раззаков. Наше лучшее детство. — Litres, 2022-05-15. — 381 с. — ISBN 978-5-04-377732-4.
- Федор Раззаков. Советское детство. — Litres, 2022-05-15. — 386 с. — ISBN 978-5-457-68949-7.